# David Szalay
David Szalay (Montréal, 1974 –) magyar származású, kanadai születésű író.
Egyéves volt, mikor családjával a kanadai Québec tartományból az Egyesült Királyságba költöztek. Tanulmányait az Oxfordi Egyetemen végezte. Számos rádiójátékot írt a BBC számára, majd 2008-ban megjelent első regénye is, a külvárosi élet sivárságát maró humorral bemutató London and the South-East, melyért megkapta a Betty Trask-díjat, valamint a Geoffrey Faber-emlékdíjat is. A következő évben kijött egy újabb könyve, a magyarul is megjelent Az ártatlanság (The Innocent). Az emberi kapcsolatok és sorsok hálóját kaleidoszkópszerűen bemutató harmadik regénye 2012-ben jelent meg Spring címen.
A The Telegraph beválasztotta a 20 legjobb brit író, aki még nem múlt 40 listájára, és 2014-ben bekerült a neve a Granta Magazin rangos felsorolásába is, mely a legígéretesebb fiatal brit írókat gyűjti össze évről évre.
Az All That Man Is felkerült a Booker-díj 2016-os rövid listájára, a Flesh pedig a Booker-díj 2025-ös hosszú listájára.

## Művei
- London and the South-East (U.K edition by Vintage Books, 2009; U.S. edition by Graywolf Press, 2017)
- Innocent (U.K edition by Vintage Books, 2010)
- Spring (Graywolf Press, 2012)
- All That Man Is (Graywolf Press, 2016)
- Turbulence (Scribner, 2019)
- Flesh (Simon & Schuster, 2025)

## Magyarul
- Az ártatlanság; ford. Sári Júlia; Typotex, Bp., 2014 (Typotex világirodalom)
- Minden, ami férfi; ford. Kiss Gábor Zoltán; Kossuth, Bp., 2017